# 2002年太平洋颶風季
2002年太平洋颶風季是每年一度全球熱帶氣旋產生週期的一部分。東太平洋颶風季從2002年5月至2002年11月結束；而中太平洋颶風季從2002年6月開始，至2002年11月結束。本條目的範圍僅侷限於赤道以北及國際換日線以東的太平洋，於赤道以北及國際換日線以西的太平洋水域產生的風暴則被稱為颱風，並被列入2002年太平洋颱風季。在中東太平洋產生的熱帶風暴是由美國國家颶風中心及中太平洋颶風中心命名，國際編號為xxE或xxC。

## 熱帶氣旋

### 颶風艾利 (Ele)
艾利向西北移動。
其後，艾利進入西北太平洋海域，中太平洋颶風中心發出最後的警報，並改由日本氣象廳（JMA）發報。

## 其他熱帶氣旋
除了被國家颶風中心和中太平洋颶風中心命名的熱帶氣旋外，還有一些沒被命名的熱帶低氣壓。以下列出那些熱帶氣旋的資料。

## 風暴名稱

### 東太平洋
下面的名字將被用於於2002年在東北太平洋形成而又被命名的風暴。如果有退役名稱的話，將由世界氣象組織在2003年春天宣布。在這個名單中未退役的名字將在2008年的風季中再次使用。這是的1996年風季使用相同的名單。
| - Alma - Boris - Cristina - Douglas - Elida - Fausto - Genevieve - Hernan | - Iselle - Julio - Kenna - Lowell - Marie（未用） - Norbert（未用） - Odile（未用） - Polo（未用） | - Rachel（未用） - Simon（未用） - Trudy（未用） - Vance（未用） - Winnie（未用） - Xavier（未用） - Yolanda（未用） - Zeke（未用） |

### 中太平洋
下列名稱將用於2002年在中太平洋形成的風暴。
| - Alika | - Ele | - Huko | - Ioke（未用） |

### 被除名的熱帶氣旋名稱
第36次世界氣象組織颱風委員會會議中，決定把Kenna除名，並由Karina取代。

## 內部連結
- 2002年太平洋颱風季
- 2002年大西洋颶風季
- 2002年北印度洋氣旋季
- 2001－2002年西南印度洋熱帶氣旋季
- 2001－2002年澳洲地區熱帶氣旋季
- 2001－2002年南太平洋熱帶氣旋季
- 2002－2003年西南印度洋熱帶氣旋季
- 2002－2003年澳洲地區熱帶氣旋季
- 2002－2003年南太平洋熱帶氣旋季

## 外部連結
- 美國國家颶風中心（页面存档备份，存于）
- 美國中太平洋颶風中心（页面存档备份，存于）
- 美國海軍實驗室（页面存档备份，存于）
- ACE（页面存档备份，存于）

| A  | B | 3E  | C | D | E | 7E | F  | A*  | G |
|    |   |     |   |   |   |    |    |     |   |
| E* | H | 11E | I | J | K | L  | H* | 16E |   |

| 萨菲尔-辛普森飓风风力等级 |    |    |    |    |    |    |
| TD                        | TS | C1 | C2 | C3 | C4 | C5 |